# Zymohirja
Zymohirja (ukrajinsky Зимогір'я; rusky Зимогорье – Zimogorje) je město v Luhanské oblasti na Ukrajině. Leží v Donbasu na řece Luhani přibližně 30 kilometrů západně od Luhanska, správního střediska celé oblasti. V roce 2013 měla Zymohirja zhruba deset tisíc obyvatel.
Zymohirja je významná těžbou uhlí.

## Dějiny
Zymohirja je městem od roku 1961. Své současné jméno nese od roku 1956, dříve se nazývala Čerkaskyj Brid (ukrajinsky Черкаський Брід) a Čerkaske (ukrajinsky Черкаське).